# Łaznów (gromada)
Łaznów – dawna gromada, czyli najmniejsza jednostka podziału terytorialnego Polskiej Rzeczypospolitej Ludowej w latach 1954–1972.
Gromady, z gromadzkimi radami narodowymi (GRN) jako organami władzy najniższego stopnia na wsi, funkcjonowały od reformy reorganizującej administrację wiejską przeprowadzonej jesienią 1954 do momentu ich zniesienia z dniem 1 stycznia 1973, tym samym wypierając organizację gminną w latach 1954–1972.
Gromadę Łaznów siedzibą GRN w Łaznowie utworzono – jako jedną z 8759 gromad na obszarze Polski – w powiecie brzezińskim w woj. łódzkim, na mocy uchwały nr 29/54 WRN w Łodzi z dnia 4 października 1954. W skład jednostki weszły obszary dotychczasowych gromad Łaznów, Łaznów kolonia i Michałów ze zniesionej gminy Rokiciny w tymże powiecie. Dla gromady ustalono 11 członków gromadzkiej rady narodowej.
31 grudnia 1959 do gromady Łaznów przyłączono wieś Popielawy i przysiółek Smyków ze zniesionej gromady Popielawy oraz wieś Teodorów, wieś Władysławów i kolonię Władysławów ze zniesionej gromady Prażki.
Gromada przetrwała do końca 1972 roku, czyli do kolejnej reformy gminnej.